# Hengistbury Head
Hengistbury Head är en udde i Storbritannien.   Den ligger i riksdelen England, i den södra delen av landet, 140 km sydväst om huvudstaden London.
Terrängen inåt land är platt. Havet är nära Hengistbury Head söderut.  Närmaste större samhälle är Bournemouth, 9,4 km väster om Hengistbury Head. 